# 冯德英
冯德英（1935年12月—2022年1月17日），男，山东威海人，中国作家，曾任中国作家协会主席团委员，山东省作家协会主席，山东省文学艺术界联合会名誉主席，代表作品为“三花”——《苦菜花》、《迎春花》、《山菊花》。

## 生平
1935年，冯德英出生于山东牟平县（今属乳山市），6岁时在解放区抗战小学就读，但只读到小学五年级，9岁时曾担任儿童团团长，1949年1月加入中国人民解放军，曾任学员、报务员、电台台长、专业创作员等职。冯德英生长在被共产党干部谓之为“招待所”的家庭里，他接触和交往的干部和八路军战士很多，给他留下了极其深刻的印象。后来他的处女作《苦菜花》就是以这些生活素材为基础写成的。
1950年春，他在读到《洋铁桶的故事》后开始对小说产生兴趣，1952年开始创作，1955年在执行海防任务时面对南海开始创作《苦菜花》，当年便完成初稿，当时名叫《母亲》。他把稿件寄给北京解放军总政文化部，同时给部长陈沂去信征求意见，陈沂又将稿件转交解放军文艺丛书编辑部。因《母亲》一名已存在高尔基同名作品，编辑部告知冯德英，因此改名《苦菜花》。1958年，《苦菜花》由解放军文艺出版社出版，冯德英获稿费8000元，并得到周恩来接见。这部作品在1982年改编为电影，2019年9月23日入选“新中国70年70部长篇小说典藏”。1959年，他创作了第二部作品《迎春花》，只花了三个多月时间。但由于被批评它描写的男女两性关系流于色情，冯德英删改了五万字在1962年再版（文革后此书又按未删改的第一版《迎春花》重印）。
1963年，他完成了《山菊花》上册。但随后文化大革命爆发，江青对《迎春花》点名批评，把“三花”定性为三株“大毒草”。《苦菜花》和《迎春花》的手稿也被抄走。文革结束后，山东人民出版社于1979年出版《山菊花》上集；三年后解放军文艺出版社出版下集。
1980年，冯德英回到山东工作并着手创作长篇三部曲《大地与鲜花》，其中第一部《染血的土地》和第二部《晴朗的天空》分别在1986年和1992年出版，但是第三部直到他去世仍未完成。《染血的土地》、《晴朗的天空》反映了从1950到1960年的大约十多年的现实生活，人物都是连续同一的，而且作者将自己的真实经历，以父母与兄妹的真实原型作为小说人物的创作原本，如同自传一般地表现了作者自己创作小说的过程、情感经历以及与家人的互动关系。在小说里，我们可以看到作者是如何创作出《苦菜花》、《迎春花》的，还写到了一次令人扼腕长叹的初恋悲剧。《染血的土地》给人一种鲜活的生活气息，而《晴朗的天空》有明显的通俗小说风格。
2008年9月20日，冯德英文学馆开馆。同时，他又捐款20万元在家乡设立书屋。2022年1月17日6时20分，因病医治无效于青岛去世，按遗嘱不举行遗体告别仪式。